# Karolin (Gaj Mały)
Karolin – część wsi Gaj Mały w Polsce, położona w województwie wielkopolskim, w powiecie szamotulskim, w gminie Obrzycko. Wchodzi w skład sołectwa Gaj Mały.
W latach 1975–1998 Karolin położony był w województwie poznańskim.